# دنيس جونسون (لاعب كرة قدم أمريكية أمريكي)
دنيس جونسون (بالإنجليزية: Dennis Johnson)‏ هو لاعب كرة قدم أمريكية أمريكي، ولد في 24 فبراير 1990 في تيكساركانا في الولايات المتحدة.

## وصلات خارجية
- دينيس جونسون على موقع مرجع كرة القدم المحترفة.كوم (الإنجليزية)